# Nervozita
Nervozita (z lat. nervus, sval, šlacha, struna, nerv) je stav napětí a neklidu, který se projevuje i v pohybech a v jednání. Může to být přechodný (například před zkouškou, veřejným vystoupením), anebo i trvalý stav nervózního člověka. Zejména přechodná nervozita je přirozenou reakcí na stres a napětí, na nové a nečekané situace. Trvalá nervozita může být člověku i jeho okolí na obtíž, ale není to nemoc, může ovšem být příznakem nemoci (symptomem).

## Typické příznaky
Nervozita se projevuje jako napjatý nebo úzkostný neklid, například:
- neúčinnými a nesmyslnými pohyby (bubnování prsty na stůl, okusování nehtů, podupávání a podobně)
- prudkými, trhanými pohyby očí, úst, rukou
- zvýšeným hlasem
- útržkovitou, přerušovanou řečí
- netrpělivostí, horečnatou činností
- chvěním nebo třesením
- pocením
- nespavostí
- sníženou sebekontrolou a podobně.

## Terapie
I když se nervozita obvykle neléčí, často se proti ní užívají různé uklidňovací prostředky. Vážnější potíže trvalého rázu, například neurózy, úzkostné poruchy a fobie jsou už medicínskou diagnózou a léčí se jak psychoterapií, tak také medikamenty.